# كوبا كواندريدي
كوبا كواندريدي (مواليد 27 أكتوبر 2001) هو لاعب كرة قدم فرنسي يلعب في مركز خط الوسط في نادي فالنسيا ميستايا.